# فرانكي أمايا
فرانكي أمايا (بالإنجليزية: Frankie Amaya) هو لاعب كرة قدم أمريكي، ولد في 26 سبتمبر 2000 في سانتا آنا في الولايات المتحدة. شارك مع منتخب الولايات المتحدة تحت 20 سنة لكرة القدم. أما مع النوادي، فقد لعب مع نادي سينسيناتي.

## وصلات خارجية
- فرانكي أمايا على موقع الدوري الأمريكي (الإنجليزية)
- فرانكي أمايا على موقع قاعدة بيانات كرة القدم.إي يو (الإنجليزية)
- فرانكي أمايا على موقع Soccerbase.com (لاعب) (الإنجليزية)
- فرانكي أمايا على موقع Soccerway.com (الإنجليزية)
- فرانكي أمايا على موقع عالم كرة القدم.نت (الإنجليزية)